# Padwietka
Padwietka (biał. Падветка; ros. Подветка, Podwietka; pol. hist. Podwietka, Słobódka) – wieś na Białorusi, w obwodzie homelskim, w rejonie oktiabrskim, w sielsowiecie Lubań.
W pobliżu wsi znajduje się Rezerwat Biologiczny Babiniec.

## Historia
W XIX i w początkach XX w. położona była w Rosji, w guberni mińskiej, w powiecie bobrujskim, w gminie Rudobiełka (Karpiłówka). Po I wojnie światowej pod administracją polską, w Zarządzie Cywilnym Ziem Wschodnich, w okręgu mińskim, w powiecie bobrujskim. W wyniku postanowień traktatu ryskiego znalazła się w granicach Związku Sowieckiego. Od 1991 w niepodległej Białorusi.